# Iouri Glazkov
Pour les articles homonymes, voir Glazkov.
Iouri Nikolaïevitch Glazkov (en russe : Юрий Николаевич Глазков) est un cosmonaute soviétique, né le 2 octobre 1939 et mort le 9 décembre 2008.

## Biographie
Né à Moscou, en URSS, Glazkov a obtenu son diplôme du lycée militaire de Kharkov en 1962. Il a reçu le candidat du diplôme en sciences techniques.
Il a servi en tant qu'ingénieur de vol dans l'armée de l'air soviétique avant d'être sélectionné comme cosmonaute le 23 octobre 1965. Il a été ingénieur de bord dans le cadre de la mission Soyouz 24. Il a pris sa retraite du corps de cosmonautes le 26 janvier 1982. Après Soyouz 24, il est devenu un Héros de l'Union soviétique.
Il a obtenu un doctorat en sciences techniques en 1974. En 1989, il est devenu le premier chef adjoint du Centre d'entraînement des cosmonautes Youri-Gagarine, poste auquel il a pris sa retraite en mai 2000.
Glazkov a écrit plusieurs livres, dont un guide technique sur la sortie dans l'espace, "Outside Orbiting Spacecraft" en 1977 et un livre sur l'exploration spatiale, "The World Around Us" en 1986. Glazkov est également l'auteur de plusieurs romans de science-fiction. L'un de ceux-ci, "орное безмолвие" ("Le silence noir") a été illustré par son compatriote cosmonaute Vladimir Djanibekov. Il a été publié en 1987.
Glazkov laisse dans le deuil son épouse Lyubov et deux enfants.

## Vols réalisés
Il réalise un unique vol à bord de Soyouz 24, le 7 février 1977, lancé en direction de la station spatiale Saliout 5. Il revient sur Terre le 25 février 1977.

## Décorations
- Ordre de Lénine
- Ordre du Mérite pour la Patrie
- Ordre de l'Amitié (Kazakhstan)